# 12675 Chabot
12675 Chabot eller 1980 TA4 är en asteroid i huvudbältet som upptäcktes den 9 oktober 1980 av det amerikanska astronom paret Eugene M. och Carolyn S. Shoemaker vid Palomar-observatoriet. Den är uppkallad efter Anthony Chabot.